# فرودگاه صحرایی کرتیس
فرودگاه صحرایی کرتیس (به انگلیسی: Curtis Field) یک فرودگاه همگانی با کد یاتا BBD است که یک باند فرود آسفالت دارد و طول باند آن ۱۴۰۴ متر است. این فرودگاه در شهر بریدی، تگزاس کشور ایالات متحده آمریکا قرار دارد و در ارتفاع ۵۵۶ متری از سطح دریا واقع شده‌است.